# شارون دورسون
شارون دورسون (به انگلیسی: Sharon Doorson؛ زادهٔ ۲۴ آوریل ۱۹۸۷) خواننده-ترانه‌پرداز هلندی است که اصالتاً سورینامی می‌باشد.